# Blandine Wittkopp
Blandine Wittkopp (geb. 24. Juni 1966 in Waldbröl) ist eine deutsche Prähistorikerin und Mittelalter-Archäologin.

## Leben
Blandine Wittkopp legte 1985 ihr Abitur am Bodelschwingh-Gymnasium Herchen ab. Von 1985 bis 1988 studierte sie an der Universität Bonn Ur- und Frühgeschichte und die Nebenfächer Rheinische Landesgeschichte und Historische Geographie. Ihr Hauptstudium absolvierte sie von 1988 bis 1993 an der Freien Universität Berlin. Neben ihrem Hauptfach Ur- und Frühgeschichte studierte sie als Nebenfächer Mittelalterliche Geschichte und Geologie. Während ihres Studiums unternahm sie 1991 mit einem Stipendium des Deutschen Akademischen Austauschdienstes eine Forschungsreise durch Süd- und Ostbulgarien. Ein Stipendium der Südosteuropa-Gesellschaft München ermöglichte Blandine Wittkopp 1992 eine Forschungsreise durch West- und Nordbulgarien. Ihren M.A. erhielt sie 1993 an der Freien Universität Berlin für ihre Abschlussarbeit zum Thema Metallgefäße in eisenzeitlichen Gräbern Südosteuropas.
Von 1993 bis 1996 war Blandine Wittkopp wissenschaftliche Mitarbeiterin und von 1996 bis 2006 freie wissenschaftliche Mitarbeiterin der Gesellschaft für Archäologische Denkmalpflege e. V. Berlin mit Sitz an der Freien Universität Berlin. Zu ihrem Aufgabenbereich gehörten die Leitung und Durchführung von Ausgrabungen unterschiedlichsten Umfangs, Öffentlichkeitsarbeit, Führungen, Veröffentlichungen und die Anleitung von Studenten im Grabungspraktikum und von ABM-Mitarbeitern.
Von 2000 bis 2003 leitete Blandine Wittkopp in der Arbeitsgemeinschaft Parochialkirche GbR interdisziplinäre Untersuchungen von neuzeitlichen Grüften in der Parochialkirche Berlin-Mitte und im Brandenburger Dom. Von 2005 bis 2008 war sie von der Arbeitsgemeinschaft Archäologisch-Anthropologische Feldforschungen mit der Leitung und Durchführung der Grabung Dominikanerkloster Strausberg betraut. Von 2006 bis 2008 war Blandine Wittkopp Geschäftsführerin der von ihr gegründeten archaeo team GbR, bei der sie archäologische Ausgrabungen und interdisziplinäre Untersuchungen in Berlin und Brandenburg mit Schwerpunkt Mittelalterarchäologie und Baugeschichte leitete. Seit 2009 ist Blandine Wittkopp wissenschaftliche Mitarbeiterin des Projekts der Deutschen Forschungsgemeinschaft „Der hochmittelalterliche Landesausbau und die Entwicklung der Siedlungsstrukturen in Brandenburg“ im Brandenburgischen Landesamt für Denkmalpflege und im Archäologischen Landesmuseum.
In Eichwerder leitete Blandine Wittkopp 2016–2017 Ausgrabungen eines neolithischen Dorfes, bei dem Salzöfen und eine neolithische Totenhütte entdeckt wurden.

## Veröffentlichungen
Blandine Wittkopp veröffentlichte Beiträge zum Schlossberg Lebus, der Wüstung Diepensee, dem Kloster Chorin, der Marienkirche in Beeskow, dem Dominikanerkloster Strausberg, der Nikolaikirche Strausberg, dem Kloster Neuzelle, der Komturei Lietzen, der mittelalterlichen Feldsteinkirche in Dolgelin, der Glienicker Dorfkirche, der Friedenskirche Frankfurt (Oder), Groß Neuendorf, dem Kloster Friedland, der Parochialkirche Berlin, der Marienkirche Wriezen, der Marienkirche Frankfurt (Oder), der Klosterkirche St. Marien in Doberlug-Kirchhain, dem Küstriner Tor in Müncheberg und dem Schwarzen Kloster Prenzlau.
- mit Bettina Jungklaus: Eine mittelalterliche Bestattung von vier Kriegern mit Hiebverletzungen vom Schlossberg Lebus, Land Brandenburg. In: Sabine Eickhoff (Hrsg.): Schlachtfeld und Massengrab: Spektren interdisziplinärer Auswertung von Orten der Gewalt; Fachtagung vom 21. bis 24. November 2011 in Brandenburg an der Havel. Wünsdorf 2014, ISBN 978-3-910011-80-9, S. 79–85.
- Diepensee. Gründung, Umgestaltung und Wachstum einer ländlichen Siedlung im Mittelalter. In: Andreas Diener (Hrsg.): Gründung im archäologischen Befund. Paderborn 2014, S. 161–170 (uni-heidelberg.de [PDF; 2,7 MB]).
- Wirtschaftliche und soziale Strukturen der mittelalterlichen Wüstung Diepensee (Brandenburg). In: Mitteilungen der Deutschen Gesellschaft für Archäologie des Mittelalters und der Neuzeit. Band 25, 2013, ISSN 1619-1439, S. 127–142 (uni-heidelberg.de [PDF; 3,1 MB]).
- Archäologische Untersuchungen im Kloster Chorin. In: Marcus Cante (Hrsg.): Zisterzienserkloster Chorin: Geschichte, Forschung, Denkmalpflege. Worms 2013, ISBN 978-3-88462-342-8, S. 71–82.
- Anmerkungen zu den Orten Chorin, Rogosen und Altena im Zusammenhang mit der Verlegung des Klosters Chorin um 1273. In: Marcus Cante (Hrsg.): Zisterzienserkloster Chorin: Geschichte, Forschung, Denkmalpflege. Worms 2013, ISBN 978-3-88462-342-8, S. 23–26.
- Bestattungen in und um die Stadtpfarrkirche St. Marien in Beeskow. Zur Deutung der mittelalterlichen Leitersargsitte. In: Ekkehard Krüger, Dirk Schumann (Hrsg.): Bürgerstolz und Seelenheil: Geschichte, Architektur und Ausstattung der Beeskower Marienkirche. Lukas Verlag, Berlin 2012, ISBN 978-3-931836-32-0, S. 236–250.
- Der hochmittelalterliche Transformationsprozess und die nachfolgende Dorfentwicklung in Zauche, Teltow und Fläming. In: Thomas Kersting (Hrsg.): Ausflüge im Südwesten Brandenburgs: Zauche, Teltow, Fläming. 2012, ISBN 978-3-8062-2637-9, S. 97–110.
- Die Holzbauten von Diepensee (Brandenburg). Vielfalt im mittelalterlichen Hausbau einer ländlichen Siedlung. Band 24, 2012, ISSN 1619-1439, S. 151–162, doi:10.11588/dgamn.2012.1.17153.
- Dynamisch gesiedelt. Befundauswertung für Diepensee, Lkr. Dahme-Spreewald. In: Archäologie in Berlin und Brandenburg. 2012, ISSN 0948-311X, S. 118–122.
- Die archäologische Untersuchung des Strausberger Dominikanerklosters. In: Dirk Schumann (Hrsg.): Brandenburgische Franziskanerklöster und norddeutsche Bettelordensbauten: Architektur - Kunst - Denkmalpflege; Beiträge der am 5. und 6. Oktober 2007 in Gransee durchgeführten Tagung. Berlin 2010, ISBN 978-3-86732-037-5, S. 390–404.
- Kein Ende auf dem Burgberg. Befestigungen, Siedlungsstrukturen und Skelette aus Lebus, Lkr. Märkisch-Oderland. In: Archäologie in Berlin und Brandenburg. Theiss, 2010, ISSN 0948-311X, S. 100–104.
- mit Susanne Hanik: Tierhaltung und archäologischer Befund. Wirtschaftliche Verhältnisse in Diepensee, Lkr. Dahme-Spreewald. Theiss, 2010, ISSN 0948-311X, S. 122–126.
- Der Dominikanerfriedhof in Strausberg: Sonderbestattungen, Sicheln und ihre Interpretation. In: Ethnographisch-archäologische Zeitschrift. Band 50, 2009, ISSN 0012-7477, S. 179–195.
- mit Kerstin Kirsch, Jens Henker: Ländliche Siedlung und kulturelle Transformation. Dorfkernforschung in Diepensee, Lkr. Dahme-Spreewald und Horno, Lkr. Spree-Neiße. In: Archäologie in Berlin und Brandenburg. Theiss, 2009, ISSN 0948-311X, S. 103–114.
- Die Lebuser Kathedralstandorte im Spiegel neuer archäologischer Untersuchungen. In: Doris Bulach, Matthias Hardt (Hrsg.): Zentrum und Peripherie in der Germania Slavica: Beiträge zu Ehren von Winfried Schich. Stuttgart 2008, ISBN 978-3-515-09158-9, S. 137–156.
- Die Stadtpfarrkirche St. Nikolai in Strausberg. In: Thomas Kersting, Armin Volkmann (Hrsg.): Kirchen des Mittelalters in Brandenburg und Berlin: Archäologie und Bauforschung; Publikation zur Fachtagung des Brandenburgischen Landesamtes für Denkmalpflege und Archäologischen Landesmuseums, des Landesdenkmalamtes Berlin und der Archäologischen Gesellschaft in Berlin und Brandenburg e.V., in Zusammenarbeit mit dem Landkreis Teltow-Fläming in Luckenwalde, 14. bis 16. November 2006. Petersberg 2007, ISBN 978-3-86568-254-3, S. 252–257.
- In Erwartung des Jüngsten Gerichts. Der Friedhof der Dominikaner in Strausberg, Lkr. Märkisch-Oderland. In: Archäologie in Berlin und Brandenburg. Theiss, 2007, ISSN 0948-311X, S. 117–119.
- Die Lebuser Kathedralstandorte im Spiegel neuer archäologischer Untersuchungen. In: Thomas Kersting, Armin Volkmann (Hrsg.): Kirchen des Mittelalters in Brandenburg und Berlin. Archäologie und Bauforschung. Petersberg 2007, ISBN 978-3-86568-254-3, S. 212–219.